# Отчёт об изменениях капитала
Отчёт об изменениях капитала  — отчёт, в котором раскрывается информация о движении уставного капитала, резервного капитала, добавочного капитала, а также информация об изменениях величины нераспределённой прибыли (непокрытого убытка) организации и доли собственных акций, выкупленных у акционеров. 

## Форма
В разных странах порядок заполнения, оформления и подачи отчёта об изменениях капитала может отличаться.

### Россия

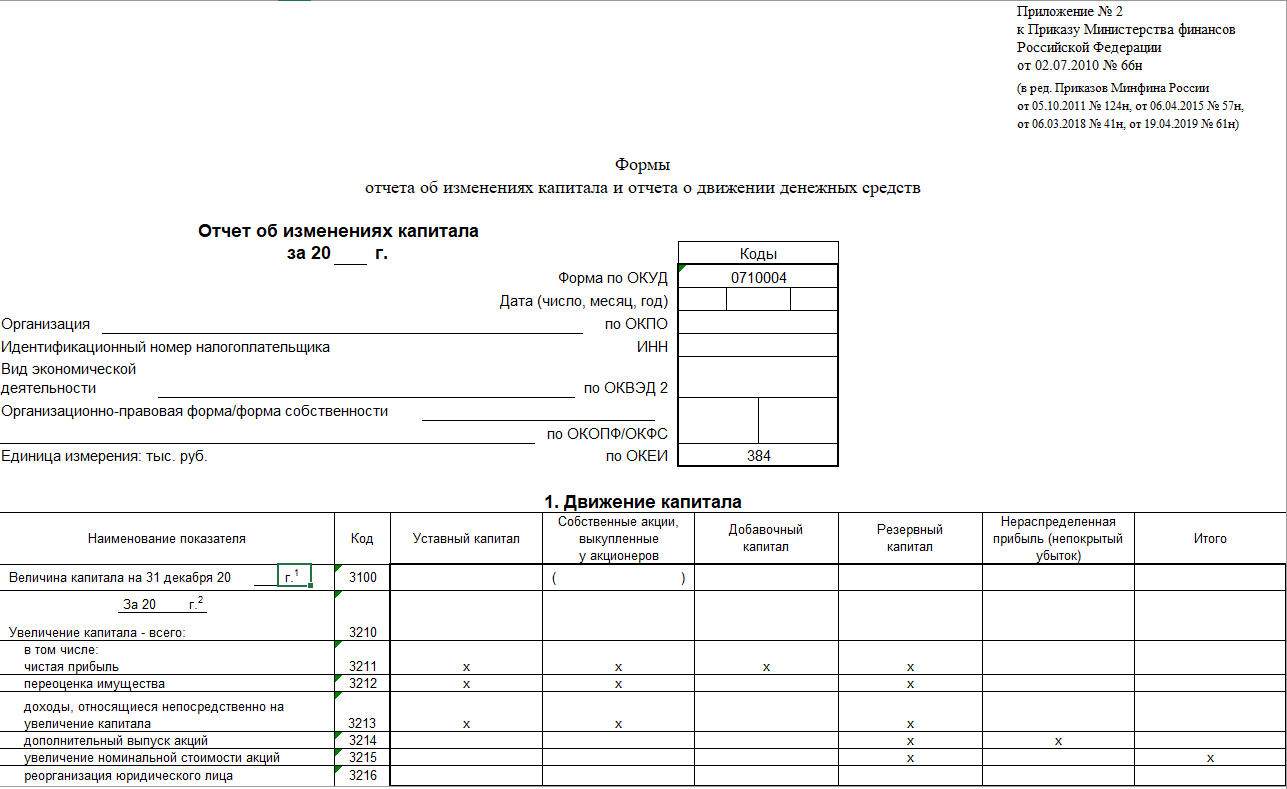
Лист 1
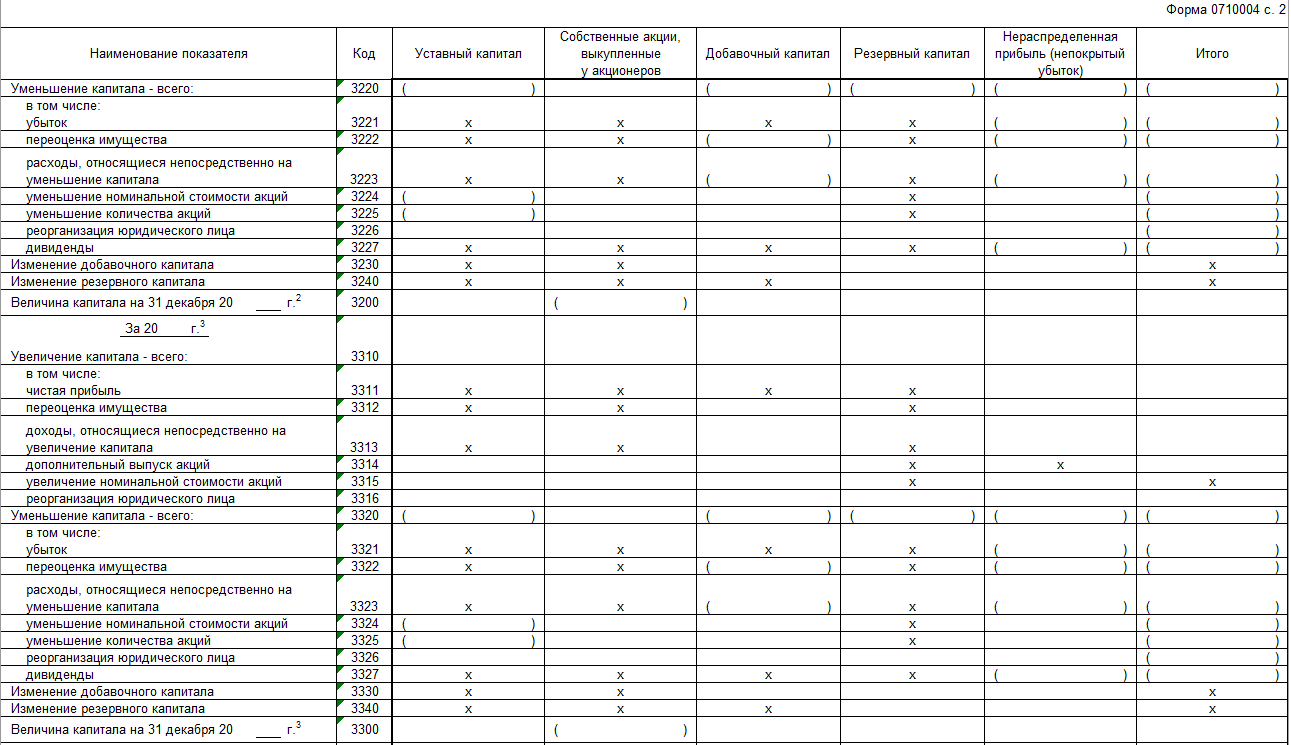
Лист 2
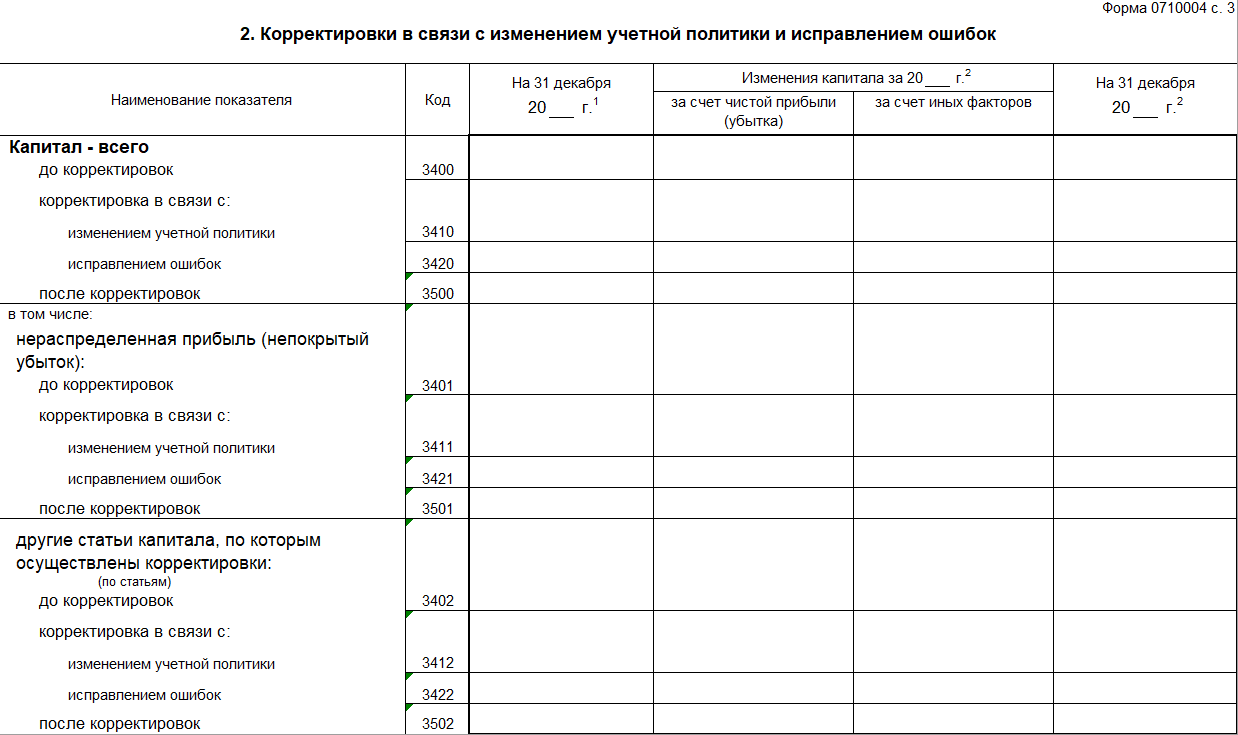
Лист 3
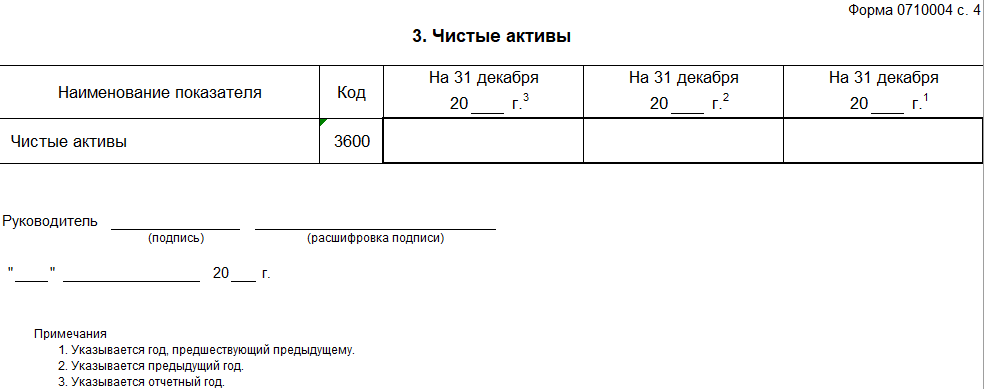
Лист 4

В России субъекты малого предпринимательства, не подлежащие обязательному аудиту, а также некоммерческие организации имеют право не включать Отчет об изменениях капитала в состав бухгалтерской отчетности.
Все данные в Отчёте об изменениях капитала в обязательном порядке приводятся за три года — отчетный, предшествующий отчетному и предшествующий предшествовавшему отчетному периоду. 
Отчёт об изменениях капитала состоит из 3 разделов.
- Раздел I «Движение капитала»;
- Раздел II «Корректировки в связи с изменением учетной политики и исправлением ошибок»;
- Раздел III «Чистые активы».

В разделе I «Движение капитала» по горизонтали отражается структура капитала, по вертикали — операции с капиталом (изменения уставного, добавочного, резервного капитала, акций, выкупленных у акционеров и показатели нераспределенной прибыли (непокрытого убытка)).
- Показатели раздела группируются внутри периода по группам «Увеличение капитала» и «Уменьшение капитала»;

Раздел II «Корректировки в связи с изменением учетной политики и исправлением ошибок» состоит из трёх частей:
- Капитал всего;
- В том числе нераспределенная прибыль (непокрытый убыток);
- В том числе другие статьи капитала, по которым осуществлены корректировки;

Раздел III «Чистые активы» представлен на три отчетные даты.
Отметим, что новой формой Отчета об изменениях капитала графа «Код» не предусмотрена, однако согласно п.5 Приказа № 66н в бухгалтерской отчетности, представляемой в органы государственной статистики и другие органы исполнительной власти, после графы «Наименование показателя» приводится графа «Код», в которой указываются коды показателей согласно приложению № 4 к Приказу.
Новой формой также не предусмотрены свободные строки, однако пунктом 4 Приказа № 66н законодатели обозначили право организаций самостоятельно вводить для этих целей дополнительные строки. В соответствии с п.4 Приказа № 66н организациям разрешается самостоятельно определять детализацию показателей по статьям всех отчетов.